# Yosef ibn Saddiq
Yosef ben Jacob ibn Saddiq (hebreu: יוסף בן יעקב אבן צדיק, Yosef ben Yaʿqob ibn Ṣadik‎; àrab: أبو عمرو يوسف بن يعقوب بن الصديق, Abū ʿAmr Yūsuf ibn Yaʿqūb ibn aṣ-Ṣaddīq) (Còrdova, ~1070 - 1149) fou un poeta, jurista i filòsof jueu de l'Àndalus.

## Biografia
Fill de Jacob ibn Saddiq, erudit jueu, Yosef naix possiblement a Còrdova al voltant de l'any 1070. Després es trasllada a Lucena, on estudia la Torà i el Talmud, essent deixeble d'Isaac ibn Gayyat, director de l'acadèmia rabínica.
Amb una gran formació jurídica, en 1138, junt a Maimó, pare de Maimònides, ocupa el càrrec de dayyan o jutge de la comunitat jueva de Còrdova, fins a la seva mort l'any 1149.

## Obra

### Filosofia
- Al-Alam al-Saghir (El Microcosmos) o Ha-ʿolam ha-Qatan, en la traducció a l'hebreu.[4] L'original, escrit en judeoàrab,[5] no es conserva.

El Microcosmos és el primer compendi de la ciència, la filosofia i la teologia orientat al món jueu. Aquest llibre està dirigit a principiants, que requereixen un resum i compendi de la física, la psicologia, la metafísica i l'ètica, per donar-los una idea de la posició de l'home en el món, i llurs deures, teòrics i pràctics, en aquesta vida, per a poder complir amb el seu destí pel qual fou creat. Aquesta és una obra d'iniciació a la filosofia, on es condensa el pensament de l'època, i per tant, presenta un caràcter eclèctic.
És un breu tractat filosòfic neoplatònic amb aportacions aristotèliques, on demostra conèixer els clàssics grecs, com Sòcrates, Plató, Aristòtil, Empèdocles, Xenòfanes i Galè, però és influït, sobretot, pels Germans de la Puresa i per Ibn Gabirol.
Els temes fonamentals són:
- Gnoseologia. La tesi principal consisteix que sols qui es coneix a si mateix pot conèixer el que hi ha fora d'ell. Per a Ibn Saddiq l'ànima humana és el lloc espiritual del coneixement, i que en el procés cognitiu existeix una doble via: la sensible, que ens permet aprehendre el que és accidental i individual, i la racional, que ens permet conèixer el que és genèric i substancial. I a més de l'ànima racional, que és capaç de formar conceptes, d'establir premisses i de formular lleis, però a la vegada es troba sotmesa a la llei moral que li permet decidir entre el bé i el mal; hi ha l'ànima vegetativa, que assumeix les funcions de nutrició, desenvolupament i reproducció, i l'ànima animal, que exerceix l'acció motora i sensorial del cos. I en correspondència amb l'ànima humana existeix l'ànima còsmica, un ser espiritual pur, que ni és cos ni està limitada per cap cos.
- Cosmologia. L'Univers està compost de matèria i forma, on la matèria és superior a la forma pels ésser espirituals. La diferència entre substància i matèria és que aquesta és substància potencial, mentre la substància, abans d'assimilar la forma, sols és matèria; i quan la matèria adopta la forma, la matèria es torna substància real.
- Teologia. El coneixement de la substància primera no és totalment impossible, però tampoc totalment possible. Amb el coneixement es pot arribar a la descripció dels atributs i de les activitats que procedeixen d'aquests atributs, però no de la substància primera. Per altra banda, Déu, etern, per la seva voluntat crea, i el temps sorgeix des de dins de la creació a conseqüència del moviment que l'anima. Déu és etern per immutable i el món és essencialment temporal per canviant.

- Alojun we'l Mudsakerat. Tractat de lògica, escrit en àrab, no es conserva.[10]

### Poesia
És molt escassa la poesia conservada de Yosef ibn Saddiq, un poema dedicat a Yehudà ha-Leví, amb motiu de la seva visita a Còrdova de camí a Sió, i conservada en el diwan del mateix Yehudà ha-Leví, i uns quants poemes litúrgics que es troben en distints Majzorim —col·leccions d'oracions que comprenen tot el cicle litúrgic anual jueu— sefardites i africans.